# Ficinia repens
Ficinia repens är en halvgräsart som beskrevs av Carl Sigismund Kunth. Ficinia repens ingår i släktet Ficinia och familjen halvgräs. Inga underarter finns listade i Catalogue of Life.